# Архітектура тоталітарних держав

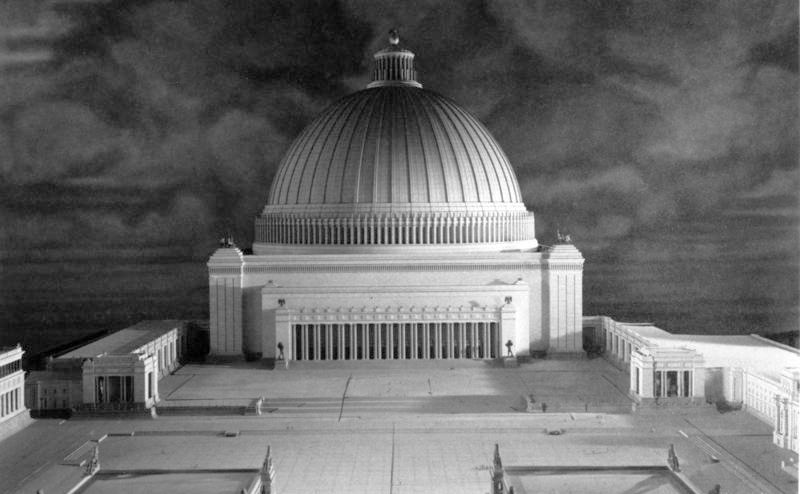
Проект «Зали Народу» — непобудованої монументальної будівлі Третього рейху — типовий приклад впливу тоталітаризму на архітектуру

Архітекту́ра тоталіта́рних держа́в — стиль у мистецтві проектування, спорудження та художнього оздоблення будівель, притаманний тією чи іншою мірою архітектурним формам, що зводяться під час панування в країні тоталітарного режиму. Цей стиль тяжіє до монументалізму, що часто межує із гігантоманією, жорсткої стандартизації форм і технік художнього виконання, характеризується переважним використанням прямих ліній, геометричних форм (часто спрямованих нагору).